# Stefano Colagè
Stefano Colagè (Canino, 8 juli 1962) is een Italiaans voormalig wielrenner. Colagè was actief van 1985 tot en met 1998. 

## Overwinningen
1986
- Giro dell'Umbria

1987
- Memorial Nencini

1989
- Giro dell'Umbria

1991
- 10 etappe Ronde van Zwitserland

1992
- Coppa Agostoni
- Giro della Provincia di Siracusa
- 2e etappe Tirreno-Adriatico

1993
- 1e etappe Vuelta al Tachira

1994
- Trofeo dello Scalatore

1995
- Giro della Provincia di Siracusa
- GP Lugano
- 4e etappe en eindklassement Tirreno - Adriatico
- Trofeo dello Scalatore
- Trofeo Pantalica

1996
- Criterium d'Abruzzo

1998
- Trofeo Pantalica

## Resultaten in voornaamste wedstrijden
| Jaar | Ronde van Italië | Ronde van Frankrijk | Ronde van Spanje |
| ---- | ---------------- | ------------------- | ---------------- |
| 1985 | opgave           |                     |                  |
| 1986 | 13e              |                     |                  |
| 1987 | opgave           |                     |                  |
| 1988 | opgave           |                     | opgave           |
| 1989 |                  |                     | 79e              |
| 1990 | opgave           |                     |                  |
| 1991 | opgave           |                     |                  |
| 1992 |                  |                     |                  |
| 1993 | 87e              | 60e                 |                  |
| 1994 |                  | opgave              |                  |
| 1995 |                  | 106e                |                  |
| 1996 |                  | opgave              |                  |
| 1997 |                  |                     | 53e              |
| 1998 |                  |                     |                  |

| Jaar | Milaan-San Remo | Gent-Wevelgem | Ronde van Vlaanderen | Amstel Gold Race | Luik-Bast.‑Luik | Ronde van Lombardije | Clásica San Sebastián |  | WK op de weg |  | Wereldranglijsten |
| ---- | --------------- | ------------- | -------------------- | ---------------- | --------------- | -------------------- | --------------------- |  | ------------ |  | ----------------- |
| 1985 |                 |               |                      |                  |                 |                      |                       |  |              |  |                   |
| 1986 | 78e             |               |                      |                  |                 |                      |                       |  | 86e          |  |                   |
| 1987 | 88e             |               |                      |                  |                 |                      |                       |  |              |  |                   |
| 1988 |                 |               |                      |                  |                 |                      |                       |  | 14e          |  | 42e (UWB)         |
| 1989 |                 |               |                      |                  |                 |                      |                       |  | opgave       |  |                   |
| 1990 | 50e             |               |                      |                  |                 | 37e                  |                       |  |              |  |                   |
| 1991 | 31e             |               |                      |                  |                 |                      |                       |  |              |  |                   |
| 1992 | 56e             |               |                      |                  |                 |                      |                       |  |              |  |                   |
| 1993 | 127e            |               | 71e                  | 30e              |                 |                      | 10e                   |  |              |  |                   |
| 1994 | 70e             | 15e           | 53e                  |                  | 38e             |                      | 121e                  |  |              |  |                   |
| 1995 | 48e             |               |                      |                  |                 | 31e                  | 101e                  |  | opgave       |  |                   |
| 1996 | 62e             |               |                      | 56e              |                 |                      | 21e                   |  |              |  |                   |
| 1997 |                 |               |                      |                  |                 |                      | ↑                     |  |              |  |                   |
| 1998 | 56e             |               |                      |                  | 85e             |                      | 30e                   |  |              |  |                   |